# 마하사라캄 대학교
마하사라캄 대학교(태국어: มหาวิทยาลัยมหาสารคาม 마하위타얄라이 마하사라캄[*])는 태국 북부의 마하사라캄 주 칸타라위차이에 소재한 국립대학으로, 1968년 설립되었다. 초기에 이 대학은 공학, 자연과학, 농학 등 주로 이학 계열 학과에 역점을 두었다. 현재 마하사라캄 대학은 학부, 대학원 석사 및 박사 과정의 교육 과정이 설치되어 있으며, 지역 교육기관을 통한 평생교육도 제공하고 있다.
현재 마하사라캄 대학교는 17개 학부, 2개 대학, 1개의 대학원에서 총 177개 분야의 학사, 석사 및 박사 학위를 제공한다. 과학과 기술을 모두 다룬다. 의료, 농업, 인문학 및 사회 과학 87개의 학부 프로그램, 56개의 석사 프로그램, 34개의 박사 프로그램으로 분류 할 수 있으며 대학원은 석사 및 박사 수준의 교육 및 학습을 감독한다. 마하사라캄 대학교에는 다양한 학부 및 대학에 학생들이 있다. 총 약 40,000 명의 직원이 1,266 명의 교직원과 2,321 명의 지원 인력이 태국어 코스와 국제 코스를 가르치고 있다.

## 캠퍼스
마하사라캄 대학교에는 두 개의 캠퍼스가 있다.
- 캄리앙(태국어: ขามเรียง) 캠퍼스
- 도시(태국어: ในเมือง) 캠퍼스

## 관련 기관

### 학사 학위
마하사라캄 대학교에는 17 개의 학부, 2 개의 단과대학, 4 개의학과가 있다.
| - 의학부 - 간호 학부 - 약학부 - 공중 보건 학부 - 수의 학부 - 치의학과 (설립 프로젝트) - 연합 건강 과학 학부 (설립 프로젝트) | - 교육 학부 - 인문 사회 과학부 - 회계 및 관리 학부 - 미술 및 응용 예술 및 문화 과학 학부 - 관광 및 환대 학부 - 정치 단과대학 - 음악 단과대학 - 법학부 | - 과학 학부 - 기술 학부 - 정보 학부 - 공학부 - 건축 학부 도시 계획 및 예술 - 환경 및 자원 연구 학부 |

### 대학원 수준의 교육 및 연구용
- 대학원
- 공자 학원
- 이산 예술 문화 연구소
- 와라이루카 웨트 연구소

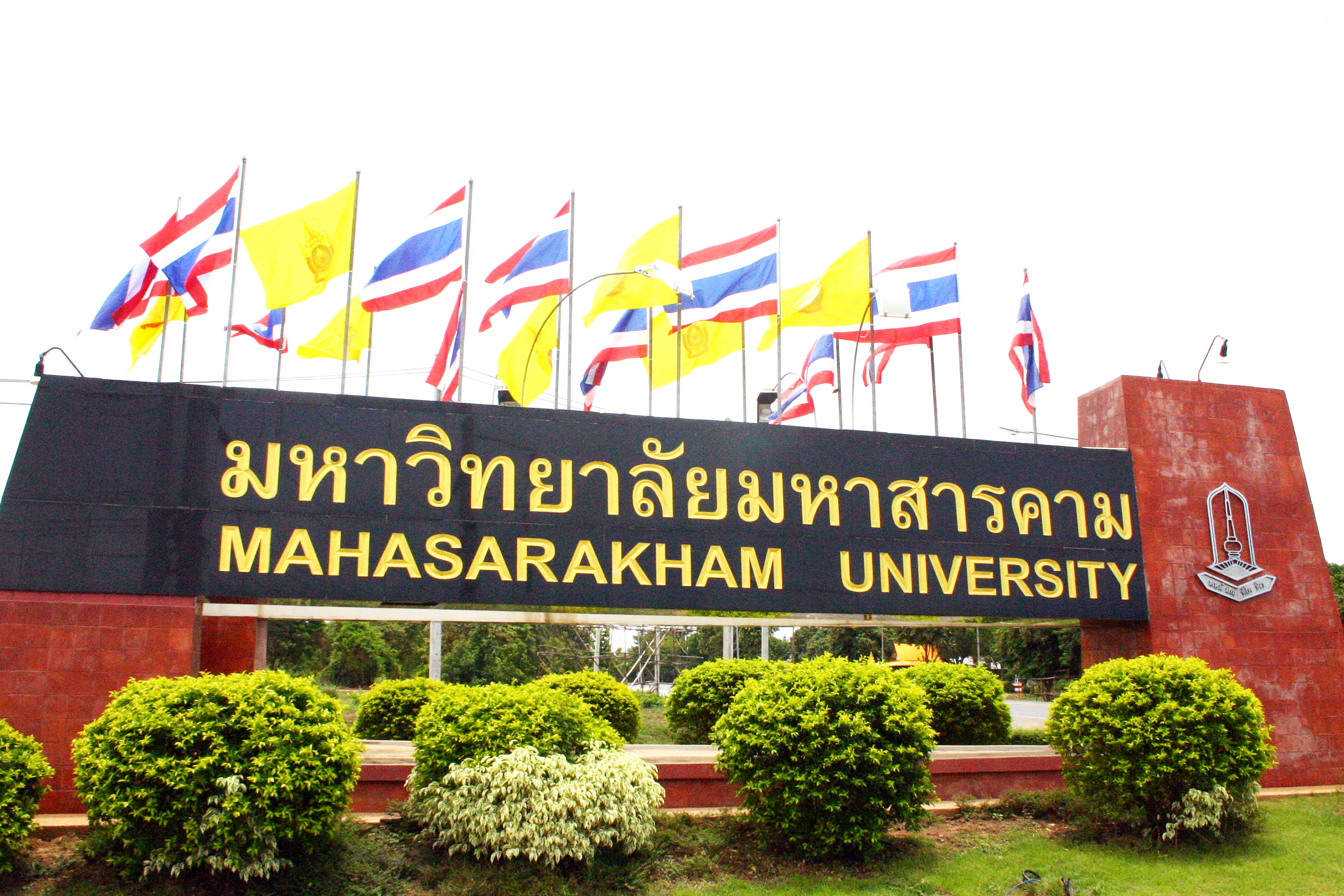
마하사라캄 대학교 입학 표시
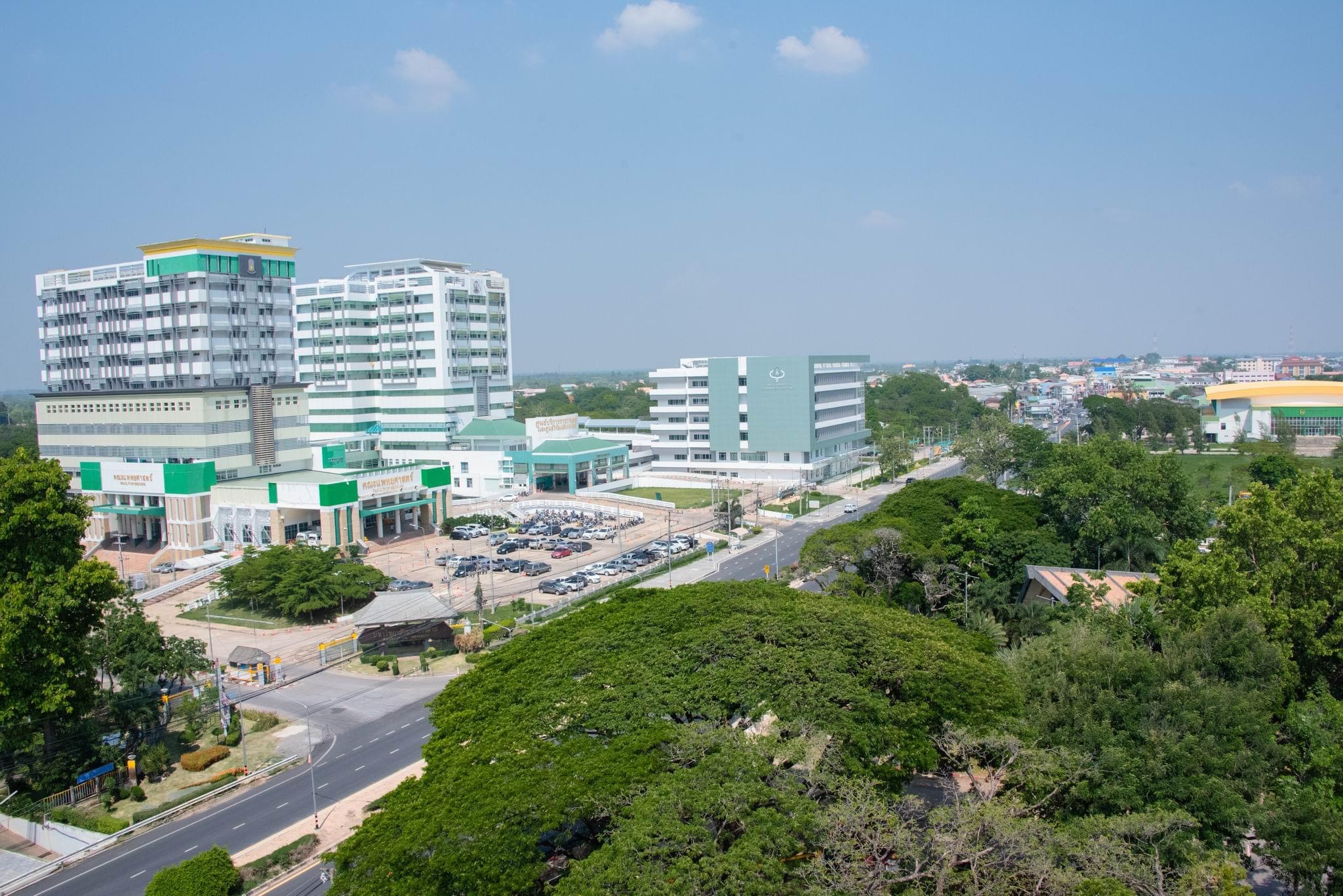
수트타웨트 병원 의학부